# Viviparidade

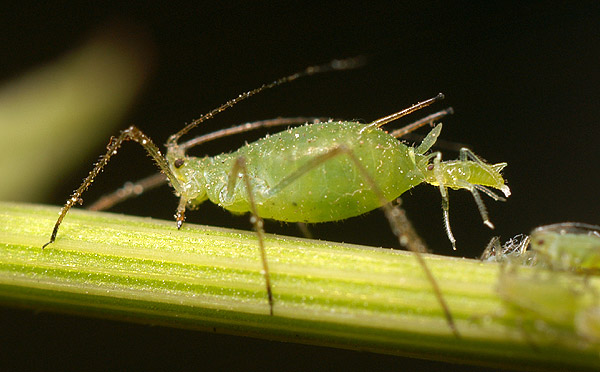
Uma afídea dando à luz

Em biologia, designam-se como vivíparos os animais cujo embrião se desenvolve dentro do corpo da mãe, numa placenta que lhe fornece nutrientes necessários ao seu desenvolvimento e retira os produtos de excreção.
São vivíparos a maior parte dos mamíferos e alguns peixes, répteis, anfíbios e insetos.